# Wu Jingzi

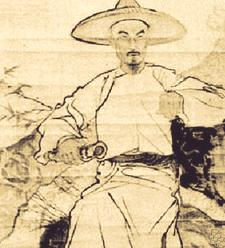
Wu Jingzi

Wu Jingzi (chinesisch 吳敬梓 / 吴敬梓, Pinyin Wú Jìngzǐ; auch bekannt unter dem Zi als Mǐn Xuān 敏軒 oder Wén Mù 文木; * 1701 in Quanjiao; † 12. Dezember 1754 in Yangzhou) war ein chinesischer Schriftsteller.

## Leben
Wu wurde als Sohn eines selbst unbedeutenden, aber aus einer berühmten Beamtenfamilie stammenden Schulinspektors aus Anhui geboren, der überdies wegen Streitigkeit mit seinen Vorgesetzten entlassen wurde. Er vermittelte seinem Sohn frühzeitig umfangreiches Wissen auf konfuzianischer Grundlage, aber auch eine Abneigung gegen das Beamtenwesen und das offizielle Prüfungssystem, das Wu später in seinem Hauptwerk karikieren sollte. Mit 20 Jahren absolvierte Wu erfolgreich das Lizentiatenexamen und errang den Xiucai-Titel, verzichtete später aber auf weitere Bemühungen.
Mit 13 Jahren verlor Wu seine Mutter, mit 23 seinen Vater. Danach führte Wu ein ungebundenes, zügelloses Leben und brachte innerhalb von zehn Jahren das gesamte elterliche Erbe durch. Er heiratete eine Arzttochter, die ihm drei Söhne gebar, aber bald verstarb. Sein Lebenswandel erregte Anstoß bei Verwandten und Nachbarn, die ihn daraufhin mieden und der Jugend als abschreckendes Beispiel vorführten.
Im Alter von 33 Jahren zog Wu deshalb nach Nanjing, wo er bald Zugang zu Beamten- und Gelehrtenkreisen fand und insbesondere Freundschaft mit den "Aufklärern" Gu Yanwu und Yan Yuan schloss. Nach ein paar Jahren kehrte er vorübergehend in die Heimat zurück, um an einer der Sonderprüfungen teilzunehmen, die die Qing-Regierung zur Gewinnung chinesischer Talente eingerichtet hatte. Er hatte Erfolg und wurde vom Provinzgouverneur sogar für die Hauptstadtprüfung vorgeschlagen, der sich Wu aber unter dem Vorwand einer Krankheit entzog.
Später verarmte Wu aufgrund seiner Freigiebigkeit und Verschwendungssucht noch mehr. So spendete er etwa trotz beschränkter Mittel einen erklecklichen Betrag für die Errichtung einer Pagode auf den Blumenregenterrasse in Nanjing. Oft musste er zur Finanzierung von Lebensmitteln seine Bücher verkaufen oder Freunde um Darlehen bitten.
Wu starb 1754 während eines Besuchs in Yangzhou, wurde dann aber nach Nanjing überführt. In seiner Heimatstadt Quanjiao hat man ihm ein Museum gewidmet.

## Werk
Wus berühmtestes Werk ist der satirische Roman Die inoffizielle Geschichte des Gelehrtenwalds von 1749, in dem er seine Erfahrungen mit der Welt der Akademiker verarbeitet. Sich selbst hat er in der Figur des verschwenderischen, aber den wahren Werten der konfuzianischen Kultur verpflichteten Gelehrten Du Shaoqing porträtiert.
Daneben stammt aus Wus Feder ein nicht mehr erhaltener Kommentar zum Buch der Lieder. Von den ursprünglich 12 Bänden seiner Aufsatzsammlung existieren heute nur noch vier.